# Episodi di Squadra Speciale Cobra 11 (ventesima stagione)
La ventesima stagione della serie televisiva Squadra Speciale Cobra 11 è stata trasmessa in prima visione sul canale televisivo tedesco RTL dal 10 settembre 2015 al 5 novembre 2015 (stagione 38 di RTL) e dal 7 aprile 2016 al 26 maggio 2016 (stagione 39). In Italia la prima parte della stagione (episodi 1-9) è andata in onda in prima visione assoluta su Rai 2 dal 13 luglio al 4 agosto 2016. I restanti episodi sono stati trasmessi sempre su Rai 2 dal 5 luglio al 19 luglio 2017, ma essi erano già andati in onda in prima visione in lingua italiana su RSI LA1 dal 27 aprile all'8 maggio dello stesso anno.
Nel corso della prima parte della stagione, muoiono sia il procuratore Sander (sostituito dalla rientrante Schrankmann) che la dottoressa Frings, entrati nel cast ricorrente nella stagione precedente. Il primo episodio, in quanto episodio pilota della stagione, e anche il decimo, in cui fa la sua riapparizione Anna Engelhardt (Charlotte Schwab) e Paul Renner (Daniel Roesner) , fa il suo esordio come nuovo compagno di Semir, hanno durata doppia. Questa è la seconda stagione in cui gli episodi a durata doppia sono più di uno.  Dall'episodio giorno di paga torna anche la procuratrice Isolde Maria Schrankmann (krestin thielemann)
| Nº | Titolo originale      | Titolo italiano             | Prima TV Germania | Prima TV Italia |
| -- | --------------------- | --------------------------- | ----------------- | --------------- |
| 1  | Vendetta              | Vendetta                    | 10 settembre 2015 | 13 luglio 2016  |
| 2  | Blutgeld              | Sangue sporco               | 17 settembre 2015 | 20 luglio 2016  |
| 3  | Lockdown              | Prigionieri                 | 17 settembre 2015 | 20 luglio 2016  |
| 4  | Tausend Tode          | Brividi a fior di pelle     | 24 settembre 2015 | 27 luglio 2016  |
| 5  | Duell in der Windows  | Il bosco                    | 1º ottobre 2015   | 27 luglio 2016  |
| 6  | Space                 | L'allieva                   | 15 ottobre 2015   | 3 agosto 2016   |
| 7  | Gestohlenes Leben     | Vite rubate                 | 22 ottobre 2015   | 3 agosto 2016   |
| 8  | Die Kämpferin         | La combattente              | 29 ottobre 2015   | 4 agosto 2016   |
| 9  | Winspiel              | Un angelo sceso dal cielo   | 5 novembre 2015   | 4 agosto 2016   |
| 10 | Cobra, übernehmen Sie | Cobra, subentrate voi       | 7 aprile 2016     | 5 luglio 2017   |
| 11 | Treibjagd             | Battuta di caccia           | 14 aprile 2016    | 6 luglio 2017   |
| 12 | Tödlicher Profit      | La guerra delle immobiliari | 21 aprile 2016    | 6 luglio 2017   |
| 13 | Zahltag               | Giorno di paga              | 28 aprile 2016    | 12 luglio 2017  |
| 14 | Tricks                | Trucchi del mestiere        | 12 maggio 2016    | 12 luglio 2017  |
| 15 | Kriegsbeute           | Il museo depredato          | 19 maggio 2016    | 19 luglio 2017  |
| 16 | Die falsche Seite     | Dalla parte sbagliata       | 26 maggio 2016    | 19 luglio 2017  |

## Vendetta
- Titolo originale:
- Diretto da:
- Scritto da:

### Trama
Semir e Alex mettono le mani sul più grande carico di droga di tutti i tempi. Ma durante l'arresto di uno spacciatore Semir uccide il figlio di un capo della mafia albanese che stava per uccidere Alex. La mafia albanese ha forte sete di vendetta. Per rimuovere questo pericolo dalla sua famiglia, Semir non avrà altra scelta che andare in Albania per arrestare il mafioso. Così Alex, Semir e una squadra dell'antidroga albanese, prendono la strada di Tirana.
- Altri interpreti:
- Ascolti Germania:
- Ascolti Italia:

## Sangue sporco
- Titolo originale:
- Diretto da:
- Scritto da:

### Trama
Dopo che la psicologa della polizia Isabel Frings si è svegliata dal coma e muore misteriosamente, la polizia autostradale si occupa dell'indagine. Alex e Semir faranno tutto il possibile per portare alla luce la verità. Ancora una volta saranno coinvolti in 
una guerra con il loro arcinemico, il procuratore capo della repubblica Thomas Sander, che porta anche Kim Kruger in pericolo.
- Altri interpreti:
- Ascolti Germania:
- Ascolti Italia:

## Prigionieri
- Titolo originale:
- Diretto da:
- Scritto da:

### Trama
Semir e Alex entrano in possesso di un dittafono e con il suo contenuto scoprono che il responsabile dell'uccisione di Isabel Frings è proprio l'ex procuratore capo Thomas Sander. I due poliziotti vanno a fare una visita a Sander, che sta nel carcere in attesa di giudizio, per confrontarlo con le prove. Ma non appena arrivati nella prigione, i due cadono in una rivolta dei prigionieri, guidata dal criminale Marco Roman. Anche Sander è sulla lista. Semir e Alex non hanno altra scelta che accettare il patto con il diavolo: Se vogliono salvare il simpatico criminale Richie e la sua ragazza Nadja contro gli ammutinati, essi devono cooperare con Thomas Sander. Ma le motivazioni di Sander sono reali o alla fine li tradirà come in passato?
- Altri interpreti:
- Ascolti Germania:
- Ascolti Italia:

## Brividi a fior di pelle
- Titolo originale:
- Diretto da:
- Scritto da:

### Trama
Un serial killer uccide diverse persone e scarica i cadaveri sull'autostrada. Quando la sorella di una delle vittime vuole vendicarsi, finisce in pericolo di vita. Semir e Alex dovranno essere veloci per evitare il peggio…
- Altri interpreti:
- Ascolti Germania:
- Ascolti Italia:

## Il bosco
- Titolo originale:
- Diretto da:
- Scritto da:

### Trama
Semir e Alex trascorrono le vacanze insieme in un bosco. Ma la pesca sarà presto interrotta: Peter Neumann è in fuga da individui armati. Quando poi appare anche l'attraente biologa forestale Pia, inizia un inseguimento mozzafiato attraverso il bosco. Semir e Alex non se le erano immaginate così le loro vacanze.
- Altri interpreti:
- Ascolti Germania:
- Ascolti Italia:

## L'allieva
- Titolo originale:
- Diretto da:
- Scritto da:

### Trama
Quando qualcuno tenta di uccidere l'astronauta Thomas Bernhardt, la polizia autostradale indaga nel mondo aerospaziale, più precisamente presso l'agenzia spaziale internazionale di Colonia. Lì Semir incontra Katja Schubert, la quale era sua alunna presso l'accademia di polizia. La madre, che alleva i figli da sola, lavora presso una società di sicurezza. Ma rapidamente viene sospettata di spionaggio industriale. Cosa ha da nascondere?
- Altri interpreti:
- Ascolti Germania:
- Ascolti Italia:

## Vite rubate
- Titolo originale:
- Diretto da:
- Scritto da:

### Trama
Jenny Dorn è vittima di un attacco su internet. Qualcuno è entrato nel suo profilo online e vuole infamarla. Quando dopo la calunnia virtuale segue un vero omicidio, Jenny finisce davvero in pericolo. Le prove conducono alla scuola di polizia, dove Jenny ha fatto un seminario come analista. Semir deve agire in fretta per liberare la sua collega da quest'incubo...
- Altri interpreti:
- Ascolti Germania:
- Ascolti Italia:

## La combattente
- Titolo originale:
- Diretto da:
- Scritto da:

### Trama
Per l'aspirante pugile Sandra crolla il mondo intero. Poco prima del suo primo grande combattimento il padre e allenatore viene ucciso durante una rapina. Dalla sua amica Jenny Sandra si sente piantata in asso e vuole trovare l'assassino di suo padre da sola. Nel frattempo Semir e Alex scoprono il vero movente dell'omicidio.
- Altri interpreti:
- Ascolti Germania:
- Ascolti Italia:

## Un angelo sceso dal cielo
- Titolo originale:
- Diretto da:
- Scritto da:

### Trama
Semir e tutto il dipartimento festeggia il compleanno di Alex, lui però lo informa che questo non è il suo compleanno dato che essendo orfano non ha idea di quando sia nato. Alex e Semir entrano nel mirino di un hacker, quindi Hartmut si mette sulle sue tracce ma viene attaccato da un uomo, Alex e Semir lo proteggono dall'uomo misterioso che si rivela essere il padre di Alex, Frank Rickert. Lui non vuole che suo figlio trovi l'hacker per paura che non possa batterlo. Frank rivela che in passato lui era un agente segreto dell'anti-terrorismo, lui e il suo partner rubarono del denaro a dei signori della droga, a vennero scoperti, Frank e sua moglie scapparono e Frank le fece credere che Alex era morto dato che lei non lo voleva lasciare, infatti Frank lo diede in affido per evitare che vivesse come un latitante. Frank spiega a Alex e Semir che l'hacker è Luca Schwarz, il figlio del suo partner, che è stato dato in affido pure lui dopo ciò che successe, Luca vuole vendicarsi di Frank accusandolo di aver rovinato la sua vita. Luca manomette il sistema GPS dell'auto di Andrea che si scontrerà con un treno in corsa, quindi Alex, Semir e Frank rintracciano la villa dove vive Luca, quest'ultimo cerca di scappare dal tetto, poi uccide Frank e muore perdendo l'equilibrio dal tetto. Semir attraverso l'iPad di Luca ripristina il GPS dell'auto della moglie salvando lei e le sue figlie. Al termine dell'episodio Alex abbandonerà la polizia autostradale per cercare la madre in Sud America, dopo aver salutato Semir e tutti i suoi colleghi di lavoro.
- Altri interpreti:
- Ascolti Germania:
- Ascolti Italia:

## Cobra, subentrate voi
- Titolo originale:
- Diretto da:
- Scritto da:

### Trama
A Semir e il suo nuovo collega Paul Renner non rimane tanto tempo per conoscersi bene, perché dopo un inseguimento spettacolare ai due sfugge il killer di un hacker. Dentro gli indumenti della vittima i due trovano i dati di un miliardario di nome Gideon Link. Semir e Paul successivamente scoprono un piano diabolico, e, come se non bastasse, Semir improvvisamente rischia la propria vita: ha una scheggia di metallo in testa a causa dei violenti incidenti del passato; ogni movimento brusco potrebbe innescare un ictus fatale. Anche se Semir dovrebbe stare a riposo, decide di continuare l'indagine per trovare l'assassino. La sua vita è appesa a un filo...
- Altri interpreti:
- Ascolti Germania:
- Ascolti Italia:

## Battuta di caccia
- Titolo originale:
- Diretto da:
- Scritto da:

### Trama
Per Semir e Paul inizia una lotta esasperante, quando un gruppo di criminali, dopo un incidente in autostrada, riesce a fuggire dal pullman sul quale si trovavano. Tre di loro sequestrano un autobus e prendono degli ostaggi. Tra di questi c'è anche la nipotina di Paul, Emilia. Paul deve necessariamente mantenere la calma, perché ogni decisione sbagliata potrebbe costare la vita di Emilia e degli altri ostaggi. Inizia così una caccia spietata.
- Altri interpreti:
- Ascolti Germania:
- Ascolti Italia:

## La guerra delle immobiliari
- Titolo originale:
- Diretto da:
- Scritto da:

### Trama
Semir e Paul assistono a un brutale omicidio di un giovane motociclista; iniziano così ad indagare. Una traccia li porta nell'ambiente di occupanti abusivi di abitazioni, che vorrebbero degli alloggi in città a prezzi accessibili. L'identità della vittima viene subito scoperta, si tratta di Jonas, uno degli occupanti. Un problema che riguarda anche Semir; anche lui sta cercando una casa a buon prezzo per la sua famiglia. Ma non gli resta molto tempo per la ricerca privata, perché la lista dei sospettati diventa sempre più ampia. I due colleghi scoprono poi che qualcuno sta dalla parte sbagliata.
- Altri interpreti:
- Ascolti Germania:
- Ascolti Italia:

## Giorno di paga
- Titolo originale:
- Diretto da:
- Scritto da:

### Trama
Kim Krüger deve dare un milione di euro a dei rapinatori, per liberare sua nipote Hanna. Durante lo scambio però Kim scompare insieme ai soldi. Per Semir e Paul inizia una ricerca contro il tempo, in cui appariranno degli indizi che aggraveranno la posizione del loro capo: da che parte sta il commissario? Semir e il suo collega non sanno più a cosa pensare. E come se il tutto non fosse abbastanza, alla fine i due ispettori metteranno a rischio la loro vita per salvare quella di Hanna.
- Altri interpreti: Krestin thielemann (Isolde Maria Schrankmann)
- Ascolti Germania:
- Ascolti Italia:

## Trucchi del mestiere
- Titolo originale:
- Diretto da:
- Scritto da:

### Trama
Paul finge di essere un milionario per arrestare la truffatrice Elena. Questo però è più difficile del previsto, perché Elena cambia in continuazione aspetto..
- Altri interpreti:
- Ascolti Germania:
- Ascolti Italia:

## Il museo depredato
- Titolo originale:
- Diretto da:
- Scritto da:

### Trama
In autostrada, Semir e Paul fermano un furgone pieno di clandestini. Tra di loro c'è anche la giovane Jamila, che a quanto pare ha un segreto da nascondere...
- Altri interpreti:
- Ascolti Germania:
- Ascolti Italia:

## Dalla parte sbagliata
- Titolo originale:
- Diretto da:
- Scritto da:

### Trama
Semir durante un'operazione segreta assume l'identità di Serdal Masaad, un ex militare turco diventato ora uno dei torturatori più brutali d'Europa. Ma durante l'operazione Semir rimane coinvolto in un grave incidente che gli causa la perdita della memoria. I suoi ricordi incompleti e la ricostruzione della sua identità falsa gli lasceranno credere che sia davvero Serdal Masaad. Diventerà così la più grande minaccia per i suoi colleghi della polizia autostradale. Al primo posto della lista dei nemici c'è un nome: Paul Renner.
- Altri interpreti:
- Ascolti Germania:
- Ascolti Italia: